# Oliver Schmidt (Physiker)

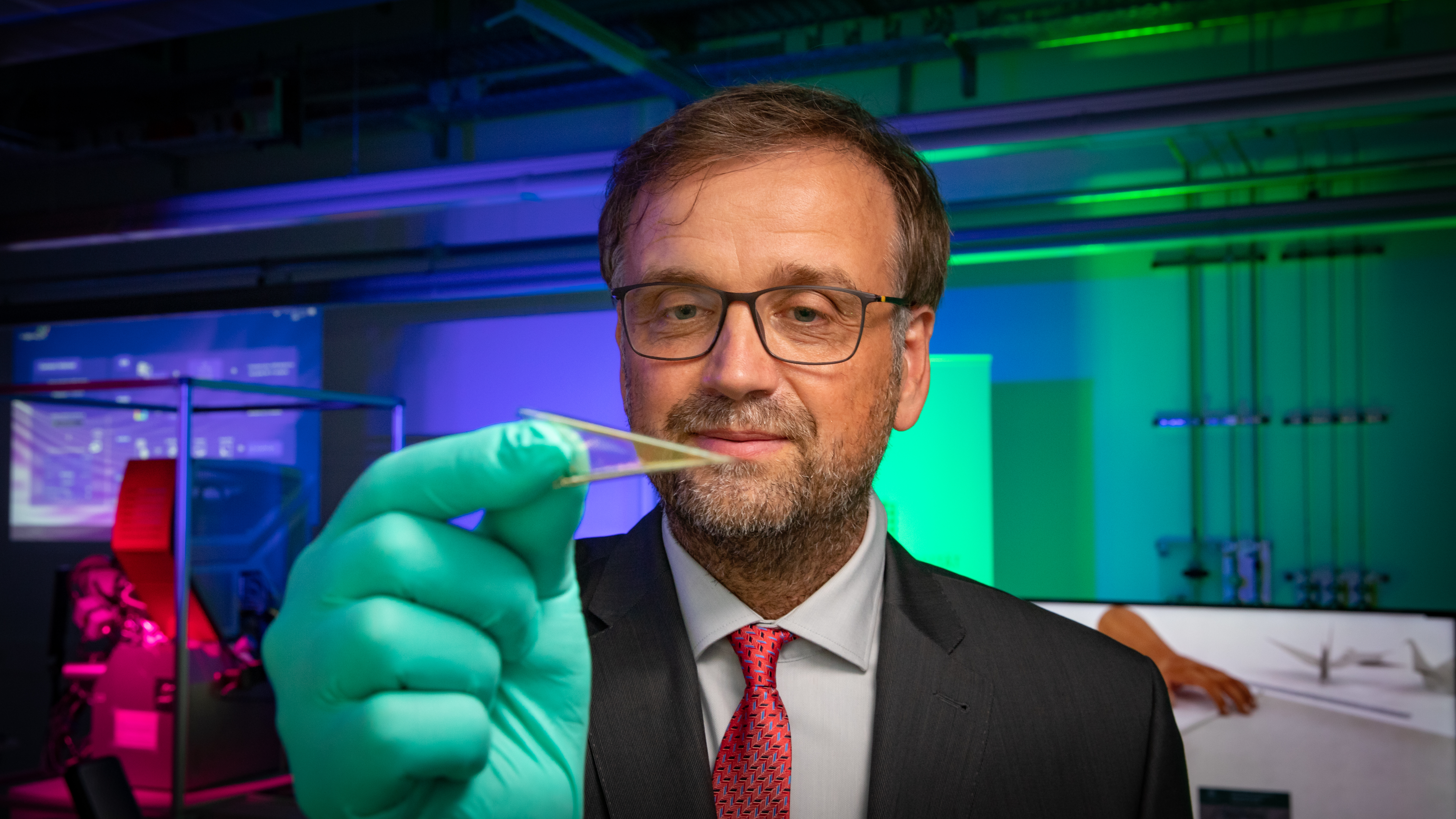
Oliver Schmidt, 2021

Oliver G. Schmidt (* 4. Juli 1971 in Kiel) ist ein deutscher Physiker und Professor an der TU Chemnitz. Er forscht auf dem Gebiet der Nanowissenschaften und Nanotechnologien.

## Leben
Nach seinem Abitur an der Deutschen Schule in London 1990 studierte Schmidt Physik an der Christian-Albrechts-Universität Kiel, am King’s College London und an der Technischen Universität Berlin, wo er 1996 sein Diplom in Physik erhielt und 1999 bei Dieter Bimberg und Klaus von Klitzing promoviert wurde. 2003 habilitierte er sich an der Universität Hamburg. Von 2002 leitete er eine Forschungsgruppe am Max-Planck-Institut für Festkörperforschung in Stuttgart, bis er 2007 zum Professor an der Technischen Universität Chemnitz berufen wurde. In der Zeit von 2007 bis 2021 war er zeitgleich Direktor des Instituts für Integrative Nanowissenschaften am Leibniz IFW Dresden. 2021 nahm er einen Ruf auf die Professur Materialsysteme der Nanoelektronik an der Fakultät für Elektrotechnik und Informationstechnik der TU Chemnitz an.

## Wirken
Der Forschungsschwerpunkt von Oliver Schmidt ist die Herstellung und Integration von funktionalen Nanostrukturen in selbstorganisierten Mikro- und Nanoarchitekturen. Seine Forschungsaktivitäten sind ausgesprochen vielfältig und reichen von der Nanophotonik bis zur Mikrorobotik. Zusammen mit seinem Team ist er durch eine Vielzahl von wissenschaftlichen Arbeiten bekannt geworden. Darunter zählen die erste experimentelle Demonstration einer flexiblen, dehnbaren und nicht wahrnehmbaren Magnetoelektronik, die Herstellung der schnellsten und hellsten Quellen verschränkter Photonen, die Konzeption und Konstruktion der kleinsten Düsenantriebe der Welt, den ersten selbst-angetriebenen Mikrobohrer und die Erfindung des „Spermbots“ als komplett neuer Ansatz für biomedizinische Anwendungen.
Er ist ein Pionier der selbstaufgerollten Mikro- und Nanoröhrchen und hat das Potential dieser Technologie in einer Vielzahl von Anwendungen ausgeschöpft. Dazu gehört insbesondere das Lab-in-a-tube Konzept, bei dem ultra-kompakte Device-Komponenten in einem chip-integrierten Mikroröhrchen-Kanal kombiniert werden, um einzelne Zellen und Biomaterialien hochempfindlich zu detektieren und zu analysieren. Er hat mit seiner Gruppe eine Vielzahl von selbstaufgerollten Komponenten und Bauelementen erstmals realisiert:
- vertikale Ringresonatoren im sichtbaren spektralen Bereich[24][25]
- Wellenleiter[26]
- optofluidische Sensoren[27][28]
- optochemische Sensoren[29]
- Add-drop filter[30]
- Kondensatoren[31][32]
- Transistoren[33]
- Transformatoren[34]
- magnetische Sensoren[35]
- Giant Magnetic Impedance (GMI) Sensoren[36]
- Antennen[37]
- biomemetische Schaltkreise[38]

Darüber hinaus wurden an seinem Institut selbstgewickelte Schichtmaterialien erstmals für den Einsatz in Lithiumionenbatterien eingesetzt.

## Preise und Auszeichnungen
- 1993 Perkin-Elmar-Prize, King’s College London
- 2000 Otto-Hahn-Medaille, Max-Planck-Gesellschaft
- 2002 Philip Morris Forschungspreis, Philip Morris Stiftung
- 2004 Heinrich-Düker-Preis, Kepler-Seminar für Naturwissenschaften
- 2005 Carus-Medaille, Deutsche Akademie der Naturforscher Leopoldina
- 2006 Carus-Preis, Stadt Schweinfurt
- 2013 International Dresden Barkhausen Award, Materialforschungsverbund Dresden e.V.
- 2018 Gottfried-Wilhelm-Leibniz-Preis, Deutsche Forschungsgemeinschaft
- 2018 ISI Highly Cited Researcher, Clarivate
- 2018 Gewähltes Mitglied der Deutschen Akademie der Technikwissenschaften (acatech)
- 2020 Gewähltes Mitglied der Sächsischen Akademie der Wissenschaften